# 임은주 (축구인)
임은주(任銀珠, 1966년 3월 13일 ~ )는 대한민국의 전직 여자 축구 선수 및 축구 심판이다. 1997년에 국제 축구 연맹(FIFA)으로부터 국제 여자 축구 심판 자격을 취득하면서 대한민국 최초의 여성 국제 심판으로 활동했었다.

## 학력
- 청주사범대학 체육교육 학사
- 이화여자대학교 교육대학원 체육교육 석사
- 순천향대학교 대학원 체육학 박사

## 경력

### 선수 및 지도자
- 1990년 아시안 게임 국가대표
- 1992년 ~ 1994년 이화여자대학교 코치

### 심판
- 1999년 ~ 2003년 K리그 전임주심
- 1999년 FIFA 여자 월드컵 주심
- 2000년 하계 올림픽 주심
- 2001년 FIFA U-17 세계 축구 선수권 대회 주심
- 2003년 FIFA 여자 월드컵 주심
- 2005년 아시아 축구 연맹 장애인축구 심판강사
- 2005년 아시아 축구 연맹 심판감독관
- 2005년 아시아 축구 연맹 심판강사
- 2005년 아시아 축구 연맹 여성위원회 위원
- 2005년 아시아 축구 연맹 심판위원회 위원
- 2007년 국제 축구 연맹 심판강사

### 기타
- 2002년 ~ 2004년 서원대학교 체육교육과 겸임교수
- 2005년 순천향대학교 대우교수
- 2006년 FIFA 월드컵 해설위원
- 2007년 대한올림픽위원회 여성분과위원회 위원
- 2011년 ~ 2013년 을지대학교 여가디자인학과 교수
- 2013년 5월 ~ 2015년 12월 강원 FC 대표이사
- 2017년 2월 ~ 2018년 8월 FC안양 단장
- 2019년 1월 22일 ~ 2019년 1월 31일 키움 히어로즈 단장
- 2019년 2월 1일 ~ 2020년 1월 키움 히어로즈 부사장

## 심판 경력

### FIFA 여자 월드컵
1999년 FIFA 여자 월드컵
- 1999년 6월 24일:  독일 -  멕시코 (B조)
- 1999년 6월 27일:  독일 -  브라질 (B조)
- 1999년 6월 30일:  노르웨이 -  스웨덴 (8강전)
- 1999년 7월 10일:  노르웨이 -  브라질 (3위 결정전)

2003년 FIFA 여자 월드컵
- 2003년 9월 20일:  독일 -  캐나다 (C조)
- 2003년 9월 27일:  캐나다 -  일본 (C조)
- 2003년 10월 2일:  독일 -  러시아 (8강전)

### 올림픽
2000년 하계 올림픽 축구 여자
- 2000년 9월 14일:  미국 -  노르웨이 (F조)
- 2000년 9월 20일:  미국 -  나이지리아 (F조)
- 2000년 9월 24일:  독일 -  노르웨이 (준결승전)
- 2000년 9월 28일:  독일 -  브라질 (동메달 결정전)

## 수상
- 1999년 대한축구협회 올해의 심판
- 2000년 아시아 축구 연맹 최우수 심판

## 저서
- 《레드카드 주는 여자》: 21세기북스, 2012년 9월 18일, ISBN 9788950940171